# KAMAZ
株式公開会社「KAMAZ」（カマーズ、カマズ；ロシア語:ПАО «КАМАЗ»カマーズ）は、ロシア連邦の企業である。

## 概要
ソ連時代に公営の自動車工場として開設された。
企業名は、以前の名称「カマ自動車工場」（«Камский автомобильный завод»）の略号に由来する。当時はKamAZ（КамАЗ）と表記した。本社工場は、タタルスタン共和国を流れるカマ川の河畔の町ナーベレジヌイェ・チェルヌイにある。
独立国家共同体最大のトラック製造会社であり、車両を東欧、中国、中東、北アフリカへ流通させている。製造台数：93,600 台/年（260 台/日）。
ワークスチーム「カマズ・マスター」を1988年に組織し、ラリーレイドで活躍している。ダカールラリーには1990年から参戦を開始した。当初は速いが壊れるという評判だったが、2000年にウラジーミル・チャギンが初優勝を飾って以降は一転常勝チームとなり、2022年までに歴代メーカー最多の19勝を飾っている。ただしウクライナ侵攻の影響で2023年以降は国内イベントへの参加に留まっている。

## 車種

### トラック
2006年時点
- KAMAZ 6520 6x4 Dump truck & 6x4 Chassis turck
- KAMAZ 6540 8x4 Dump truck & 8x4 Chassis truck
- KAMAZ 6522 6x6 Dump truck & 6x6 Chassis truck
- KAMAZ 55111 6x4 Dump truck & 6x4 Chassis truck
- KAMAZ 65115 6x4 Dump truck & 6x4 Chassis truck
- KAMAZ 65111 6x6 Dump truck
- KAMAZ 53605 4x2 Dump truck
- KAMAZ 43253 4x2 Side truck & 4x2 Chassis truck
- KAMAZ 43118 6x6 Side truck & 6x6 Chassis truck
- KAMAZ 43114 6x6 Side truck & 6x6 Chassis truck
- KAMAZ 65117 6x4 Side truck & 6x4 Chassis truck
- KAMAZ 53215 6x4 Side truck & 6x4 Chassis truck
- KAMAZ 4326 4x4 Side truck & 4x4 Chassis truck
- KAMAZ 4911 4x2 Sport truck
- KAMAZ 4308 4x2 Medium-range truck & 4x2 Chassis truck
- KAMAZ 53205 6x4 Chassis truck
- KAMAZ 53229 6x4 Chassis truck
- KAMAZ 53228 6x4 Chassis truck
- KAMAZ 54115 6x4 Prime mover
- KAMAZ 5460 4x2 Prime mover
- KAMAZ 65116 6x4 Prime mover
- KAMAZ 6460

### Prime movers
6x4 Prime mover
- KAMAZ 44108 6x6 Prime mover
- KAMAZ 65225 6x6 Prime mover
- KAMAZ 65226 6x6 Prime mover

### その他の車種
- KAMAZ 4310 6x6 Chassis truck
- KAMAZ 43269 Vestrel (BPM-97（ロシア語版、英語版）)  - 4輪式装輪装甲車
- KAMAZ Barhan 4x4 multipurpose vehicle, a large prototype SUV built on a KAMAZ-43501 chassis, made by CaRS, a private company. Original prototype was on a GaZ-66 chassis.
- KAMAZ タイフーン（英語版、ロシア語版） - タイフーン装輪装甲車シリーズの車種。対地雷防御力の高いMRAP系の装甲兵員輸送車である。

### KAMAZ マスタング
KAMAZ マスタング（ロシア語: КамАЗ Мустанг）は、いくつかのバリエーションからなる軍用多目的トラックファミリーである。このファミリーは第1世代KAMAZトラックをベースにしており、1980年代はじめから生産されている。マスタングでは標準として休息用ベッドスペースがある3人乗りキャブを装備している。キャブ下のエンジンを整備する際はキャブ全体を前方へ跳ね上げる。キャブには追加装甲キットを装備することもできる。
マスタングファミリーは、車軸構成が異なる基本3車種に加え、全体で8モデルが生産されている。また自走兵器のベースシャシとしても使用されている。
基本3車種

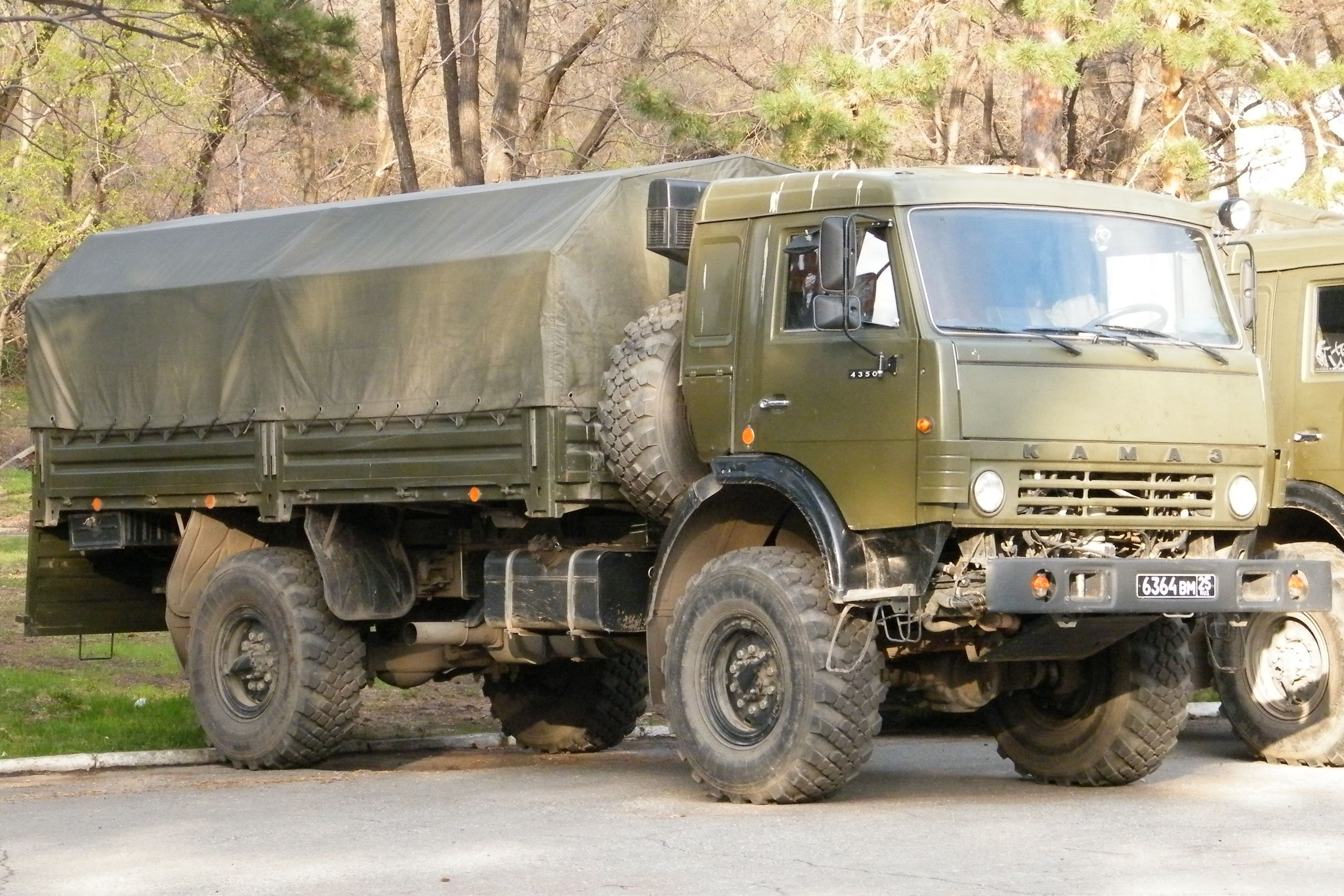
KAMAZ 4350 4x4
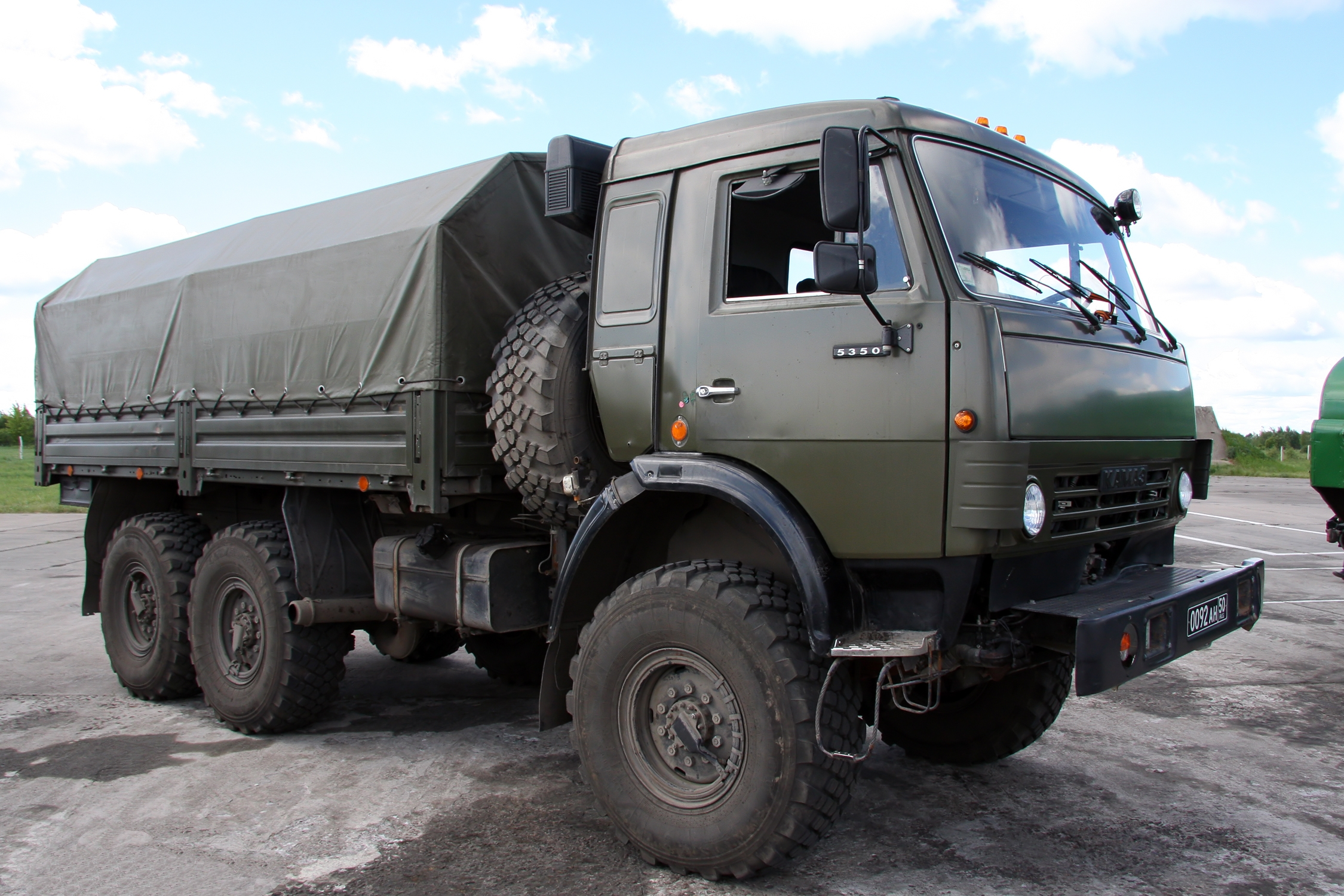
KAMAZ 5350 6x6
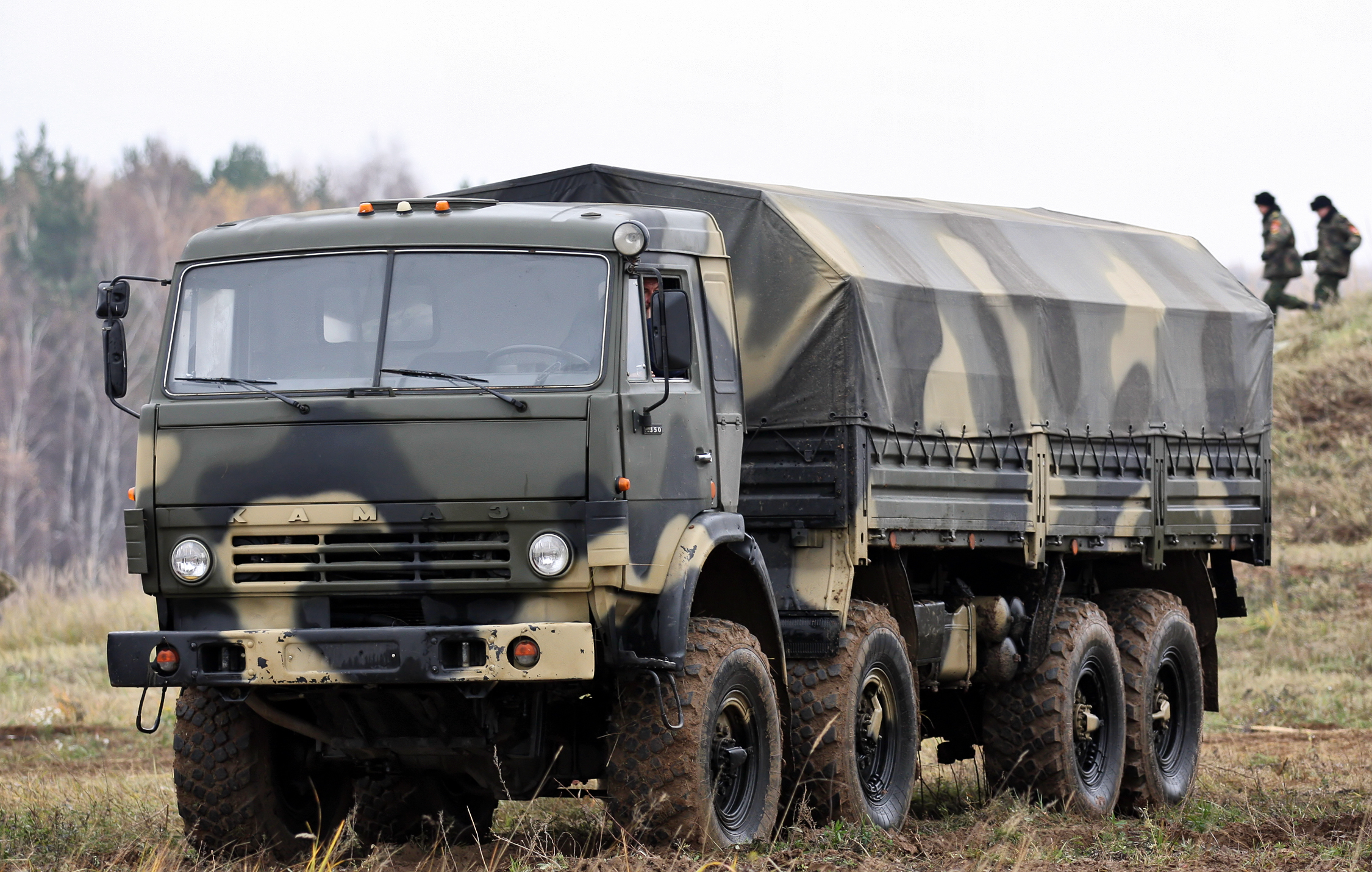
KAMAZ 6350 8x8

派生型 KAMAZ 43501, 5450, 6450、及び装甲キャブ付KAMAZ 5350

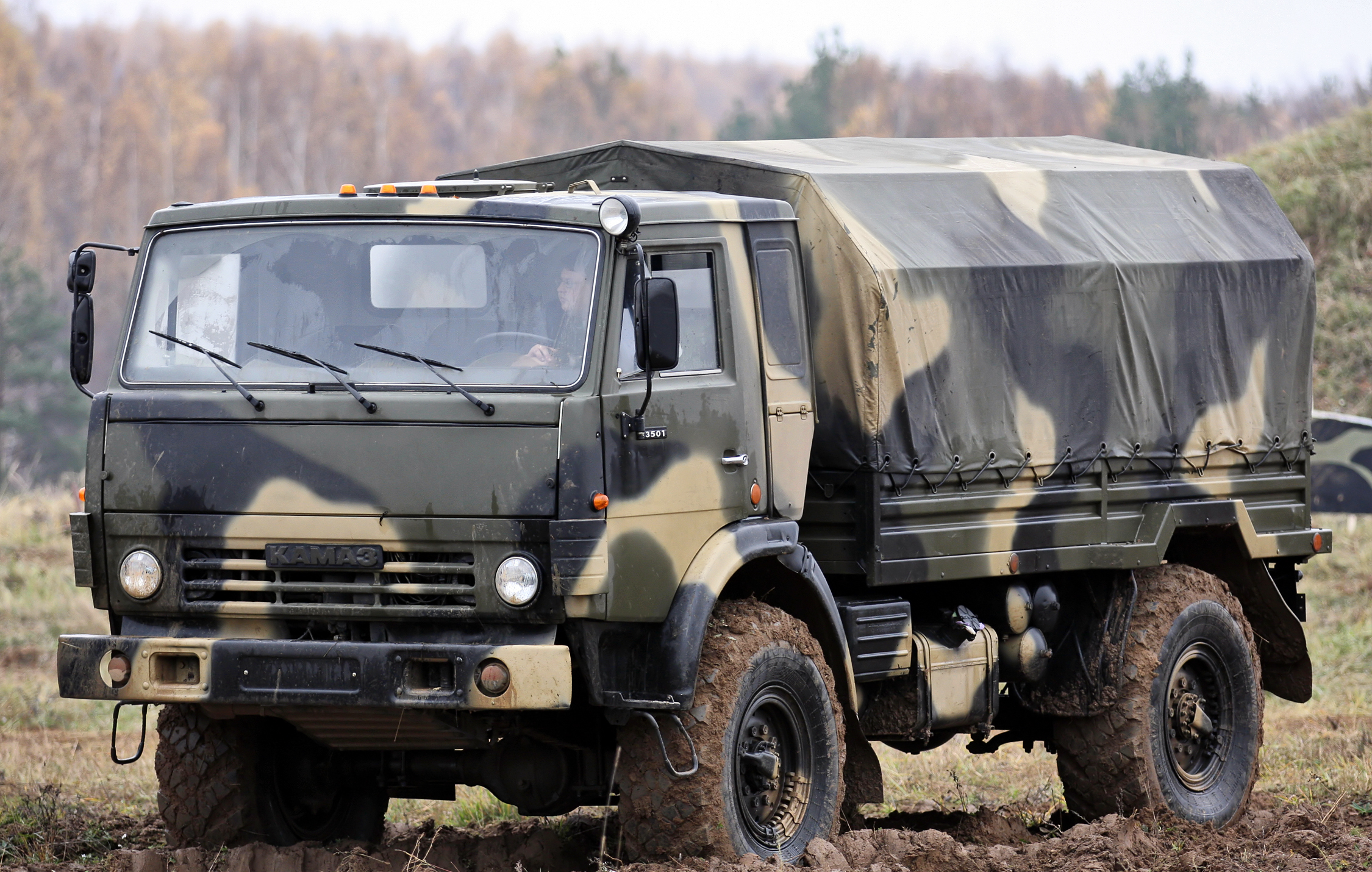
KAMAZ 43501 Десанта (エアボーン) ロシア空挺軍（VDV）用4x4ショートホイールベーストラック
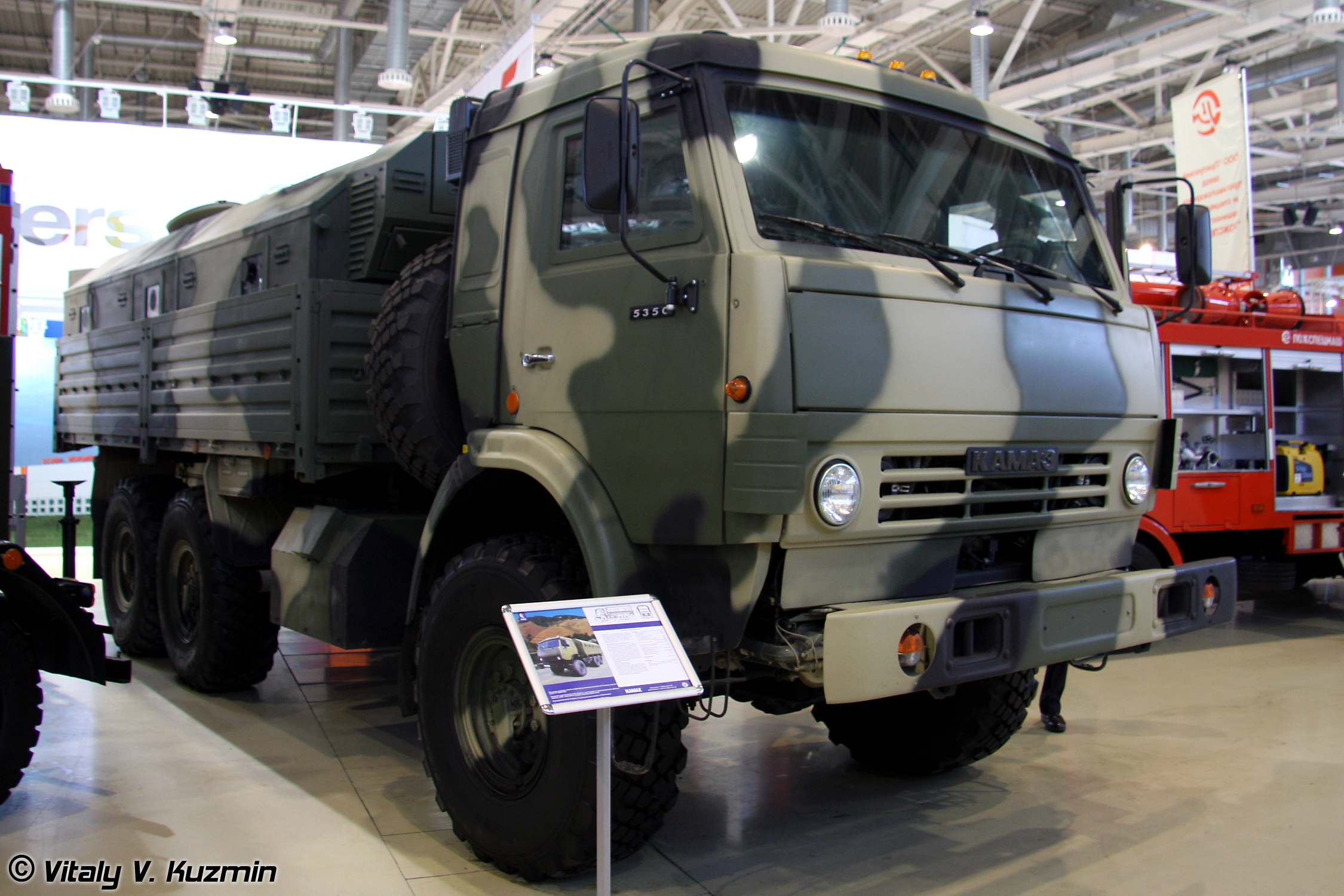
装甲キャブ付KAMAZ 5350 6x6及び多機能型装甲モジュールMM501

マスタングをベースシャシに用いている兵器
- 2B26 (BM-21 グラート) - KAMAZ 5350 6x6シャシを用いた自走式多連装ロケットランチャー
- タルナード (MLRS) - KAMAZ 63501 8x8シャシを用いた自走式多連装ロケットランチャー

## ギャラリー

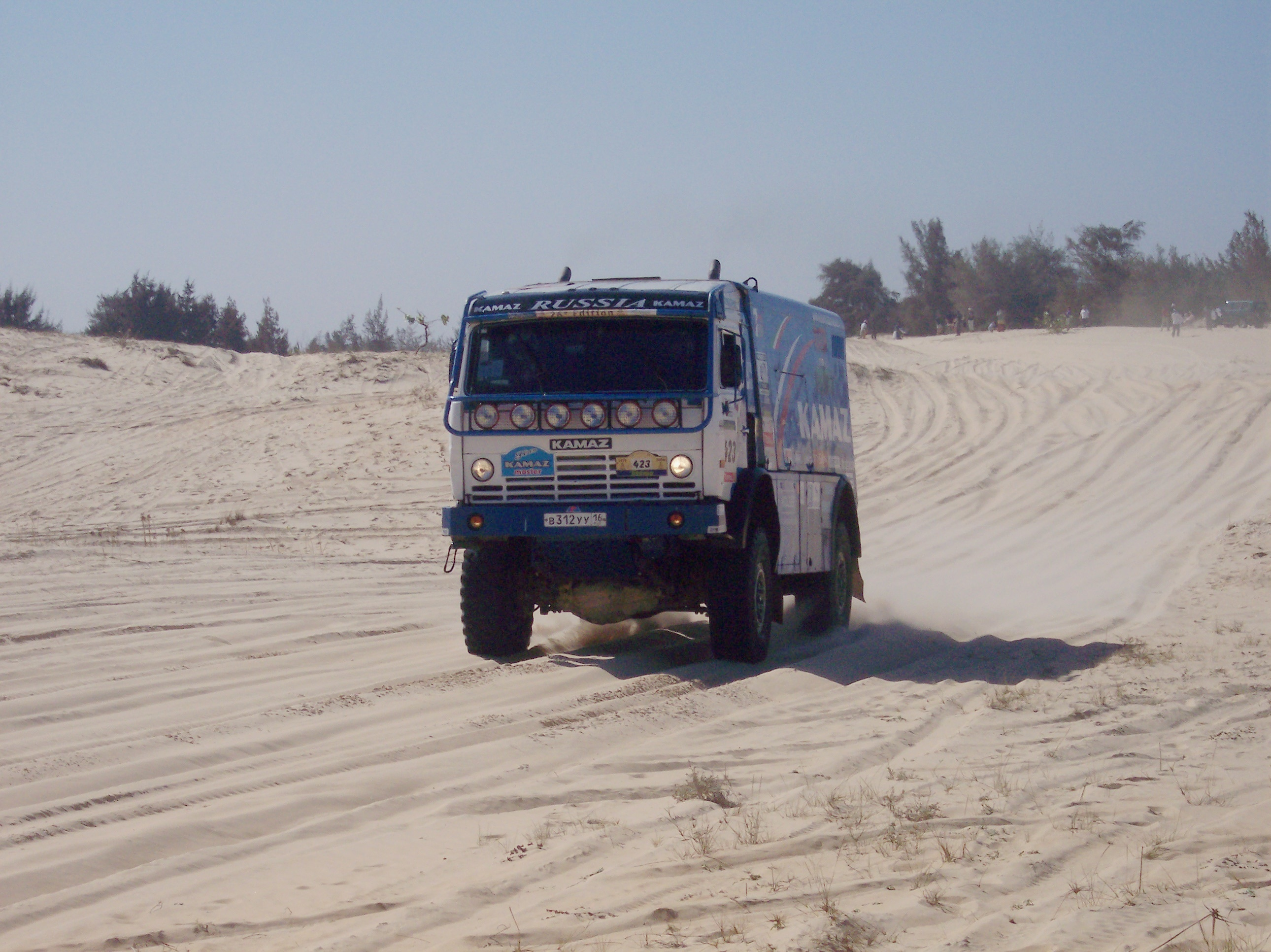
2004年のダカールラリーに出場したKAMAZのトラック
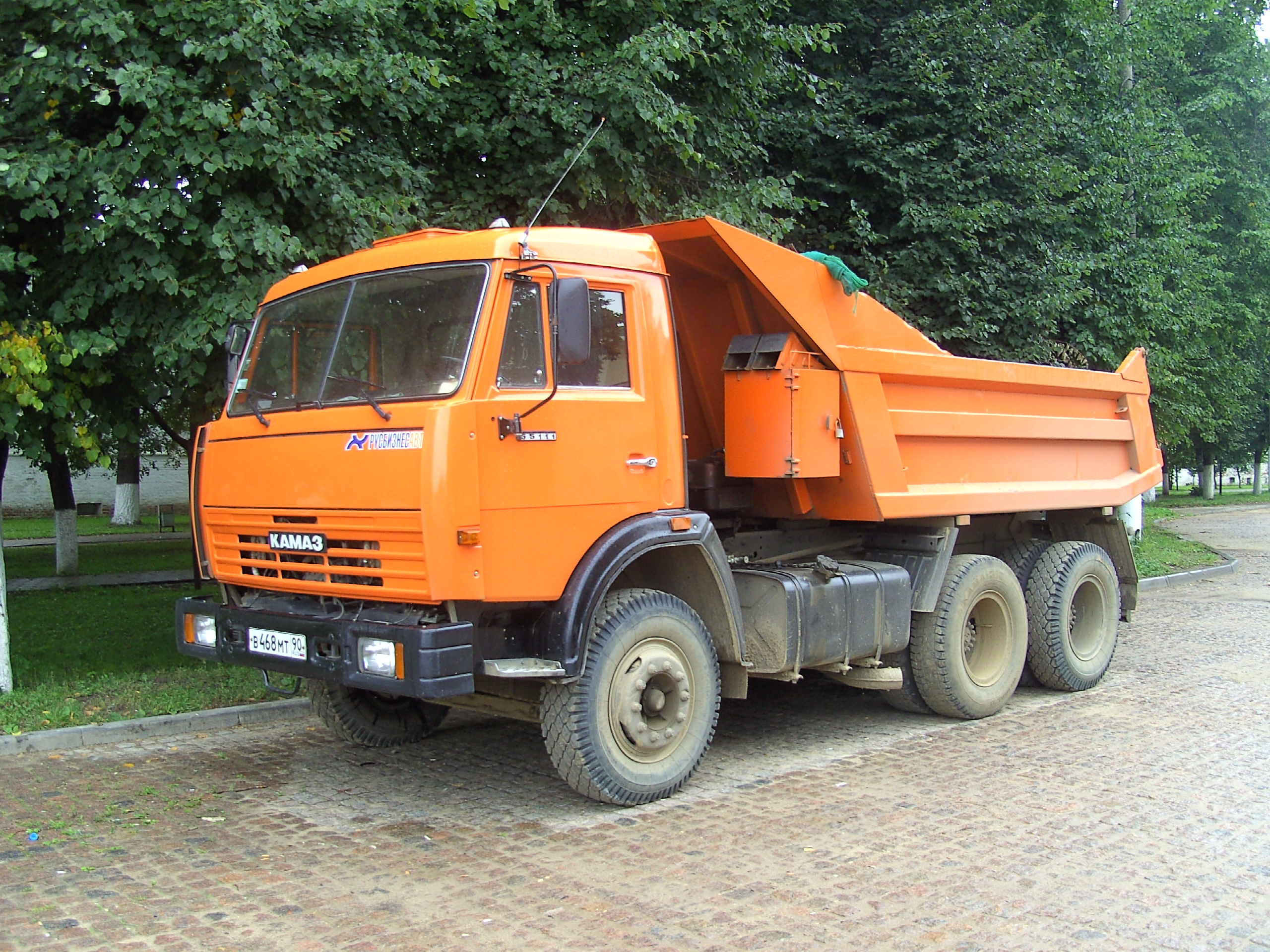
KAMAZ 5511 ダンプトラック
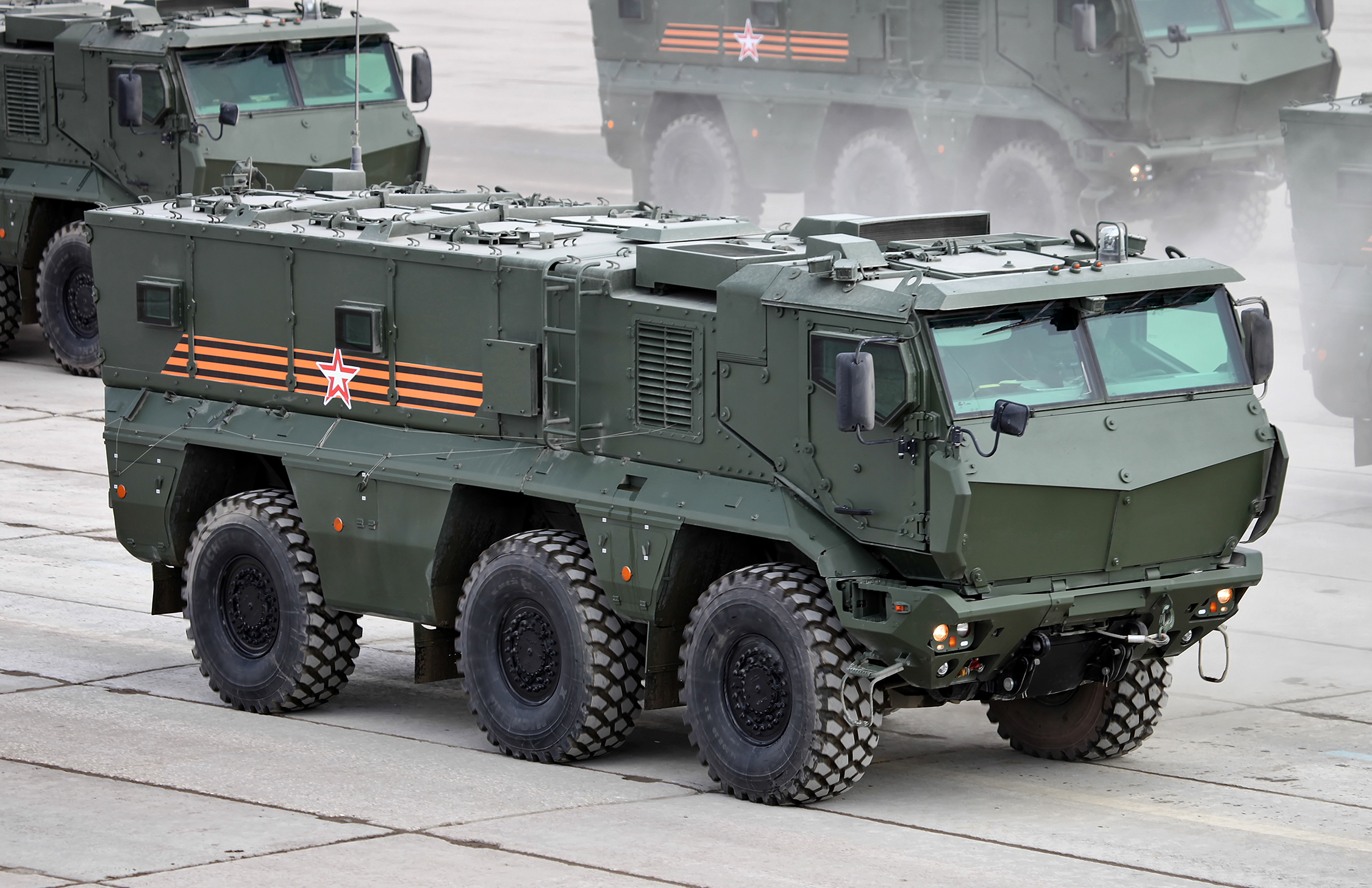
KamAZ-63968 タイフーン装甲車シリーズの車種。